# 高岡 (弘前市)
高岡（たかおか）は、青森県弘前市の大字で、旧中津軽郡岩木町の大字。郵便番号は036-1344。

## 地理
岩木山の麓の地区のひとつで、青森県道30号岩木山環状線が縦貫する。北から東にかけて葛原、東南は新法師、南から北にかけて百沢に接する。

### 小字
小字として獅子沢・神馬野がある。

## 歴史・沿革
- 1721年（享保6年） - 弘前藩5代藩主津軽信寿が、高照神社門前を屋敷割りして、現在の高岡の元をつくったのがはじまりとされている。
- 1961年（昭和36年） - 岩木町大字高岡になる。
- 2006年（平成18年） - 弘前市への合併とともに弘前市の大字になる。

## 世帯数と人口
2017年（平成29年）6月1日現在の世帯数と人口は以下の通りである。
| 大字             | 世帯数 | 人口  |
| ---------------- | ------ | ----- |
| 高岡（小字全域） | 58世帯 | 176人 |

## 施設

### 重要文化財
- 高照神社

### 歴史資料館
- 高岡の森弘前藩歴史館

## 小・中学校の学区
市立小・中学校に通う場合、学区は以下の通りとなる。
| 大字 | 番地 | 小学校             | 中学校             |
| ---- | ---- | ------------------ | ------------------ |
| 高岡 | 全域 | 弘前市立岩木小学校 | 弘前市立津軽中学校 |

## 交通
- 弘南バス

高岡東口、高岡（弘前バスターミナル - 高岡経由 - いわき荘線、三本柳 - いわき荘・高岡経由 - 義塾高校線）停留所。